# 苦蘊大経
『苦蘊大経』（くうんだいきょう、巴: Mahādukkhakkhandha-sutta, マハードゥッカッカンダ・スッタ）とは、パーリ仏典経蔵中部に収録されている第13経。『大苦蘊経』（だいくうんきょう）とも。
類似の伝統漢訳経典としては、『中阿含経』（大正蔵26）の第99経「苦陰経」や、『苦陰経』（大正蔵53）等がある。
釈迦が、裸形行者を論駁する形で、比丘たちに仏法を説いていく。

## 日本語訳
- 『南伝大蔵経・経蔵・中部経典1』（第9巻） 大蔵出版
- 『パーリ仏典 中部（マッジマニカーヤ）根本五十経篇I』 片山一良訳 大蔵出版
- 『原始仏典 中部経典1』（第4巻） 中村元監修 春秋社